# Ратко Варда
Ратко Варда (Босанска Градишка, 6. мај 1979) бивши је српски и босанскохерцеговачки кошаркаш. Играо је на позицији центра. Наступао је за сениорску репрезентацију Босне и Херцеговине (БиХ) и млађе селекције СР Југославије.
Каријеру је почео у Партизану за који је играо до 2001. а касније је променио доста клубова током своје каријере. Одиграо је и један меч у НБА лиги као играч Детроит пистонса. Освојио је две титуле и два Купа са Партизаном, Куп са Олимпијом, УЛЕБ куп са Реалом, као и две титуле у Пољској са Прокомом.
Са јуниорском репрезентацијом СР Југославије освојио је златну медаљу на Европском првенству у Италији 1998, као и две године раније бронзу на континенталном шампионату у Француској.

## Клупска каријера
Варда је прошао кроз млађе категорије Партизана а свој деби у првом тиму је имао у сезони 1995/96. У дресу црно-белих је играо до 2001. године када се пријавио на НБА драфт. Није изабран али успео да потпише уговор са Детроит пистонсима. Био је у саставу тима током сезоне 2001/02. али је успео да одигра само једну утакмицу на којој је за 6 минута успео да постигне 5 поена. У септембру 2002. је мењан у Вашингтон визардсе. Међутим отпуштен је у децембру исте године, а да није забележио ниједан наступ.
У јануару 2003. се вратио у европску кошарку и потписао уговор са Унион Олимпијом до краја сезоне. Сезону 2003/04. је провео у Грчкој екипи Аполона из Патре. У сезони 2004/05. је наступао за турски Бешикташ. Ту је играо можда и најбољу кошарку у каријери, бележећи просечно 19 поена и 8 скокова у турској лиги. Сезону 2005/06. је провео у украјинском Кијеву.
У септембру 2006. је потписао пробни једномесечни уговор са Реал Мадридом. Добрим партијама успео је да се избори за продужетак уговора до краја сезоне. Међутим већ у јануару 2007. је доживео тешку повреду након чега је паузирао до краја сезоне. Након опоравка од повреде остао је у Шпанији и крајем октобра 2007. је потписао једногодишњи уговор са екипом Менорке.
У августу 2008. је потписао двогодишњи уговор са литванским Жалгирисом. Међутим напушта их већ у новембру исте године. У јануару 2009. је потписао уговор са руским Химкијем до краја сезоне.
Првог дана 2010. године је потписао једномесечни уговор, уз опцију продужетка уговора до краја сезоне, са пољским Прокомом. Убрзо је постао један од бољих играча тима па је продужио уговор прво до краја сезоне, а на крају сезоне је потписао нови једногодишњи уговор.
У августу 2011. Варда се вратио у свој бивши клуб Унион Олимпију и потписао једногодишњи уговор. Ипак због лоше финансијске ситуације у клубу напушта их већ почетком децембра исте године, и потписује за украјински Азовмаш. Крајем септембра 2012. је потписао једномесечни уговор са иранском екипом Махрам Техеран.
У новембру 2012. се вратио у српску кошарку и потписао једногодишњи уговор са Радничким из Крагујевца. Међутим већ крајем јануара 2013. је доживео тешку повреду због које је пропустио остатак сезоне. До повреде, Варда је бележио просечно 9,7 поена и 2,8 скока по утакмици. У јулу 2013. је потписао једногодишњи уговор са Мега Визуром.
У фебруару 2015. постао је члан либанског Библоса. Са њима је на 20 утакмица бележио просечно 17,1 поен и 8,2 скока по мечу и помогао свом тиму да дођу до финала тамошњег првенства.
Почетком октобра 2015. потписао је краткорочни уговор са македонским Кожувом. Напустио је тим месец дана касније, након што је одиграо шест утакмица (четири у првенству и две у Балканској лиги). Крајем децембра 2015. потписао је уговор са Сутјеском. Ипак већ почетком фебруара 2016, након само пет одиграних утакмица у АБА лиги, Варда напушта Сутјеску и прелази у либански Хекмех. У марту 2017. објавио је крај играчке каријере. Ипак, већ у октобру исте године Варда се вратио кошарци и потписао за Динамик. Заједно са још тројицом саиграча Варда је отпуштен из Динамика 30. децембра 2017. године.

## Репрезентација
Варда је наступао за млађе селекције СР Југославије. Са јуниорском репрезентацијом СР Југославије освојио је златну медаљу на Европском првенству у Италији 1998, као и две године раније бронзу на континенталном шампионату у Француској. 
Током лета 2004. селектор Жељко Обрадовић га је уврстио на шири списак репрезентације Србије и Црне Горе за Олимпијске игре 2004 у Атини. Ипак Варда није успео да уђе у коначни састав. Током припрема репрезентације Србије за Европско првенство 2007. у Шпанији, након што је неколико играча отказало позив, Варда је понудио своје услуге тадашњем селектору Зорану Славнићу али селектор није желео да позива нове играче у тим.
Варда је 2009. године, као тридесетогодишњак, прихватио позив да заигра за репрезентацију Босне и Херцеговине. Са њима је наступао на два квалификациона циклуса за Европско првенство 2009. и Европско првенство 2011. У августу 2011. је због сукоба са селектором Хаџићем напустио репрезентацију БиХ. У децембру 2012. је играо за репрезентацију Републике Српске на пријатељском мечу против играча из Кошаркашке лиге Србије.

## Успеси

### Клупски
- Партизан:
  - Првенство СР Југославије (2) : 1995/96, 1996/97.
  - Куп СР Југославије (2) : 1999, 2000.
- Унион Олимпија:
  - Куп Словеније (1) : 2003.
- Реал Мадрид:
  - УЛЕБ куп (1) : 2006/07.
- Проком Гдиња:
  - Првенство Пољске (2) : 2009/10, 2010/11.

### Репрезентативни
- Европско првенство до 18 година:  1996.
- Европско првенство до 22 година:  1998.